# Paraphlepsius attractus
Paraphlepsius attractus är en insektsart som beskrevs av Ball 1909. Paraphlepsius attractus ingår i släktet Paraphlepsius och familjen dvärgstritar. Inga underarter finns listade i Catalogue of Life.